# Sangker
La Sangker (également appelée Stung Sangke) est une rivière de l'Ouest du Cambodge et un affluent du nord-ouest du lac Tonlé Sap, donc un sous-affluent du Mékong. 

## Géographie
Elle prend sa source dans l'ouest de la province de Pouthisat, tout près de la frontière thaïlandaise, puis traverse la province de Battambang (et sa capitale Battambang) et se jette dans le lac Tonle Sap.